# Mikołaj Trzaska

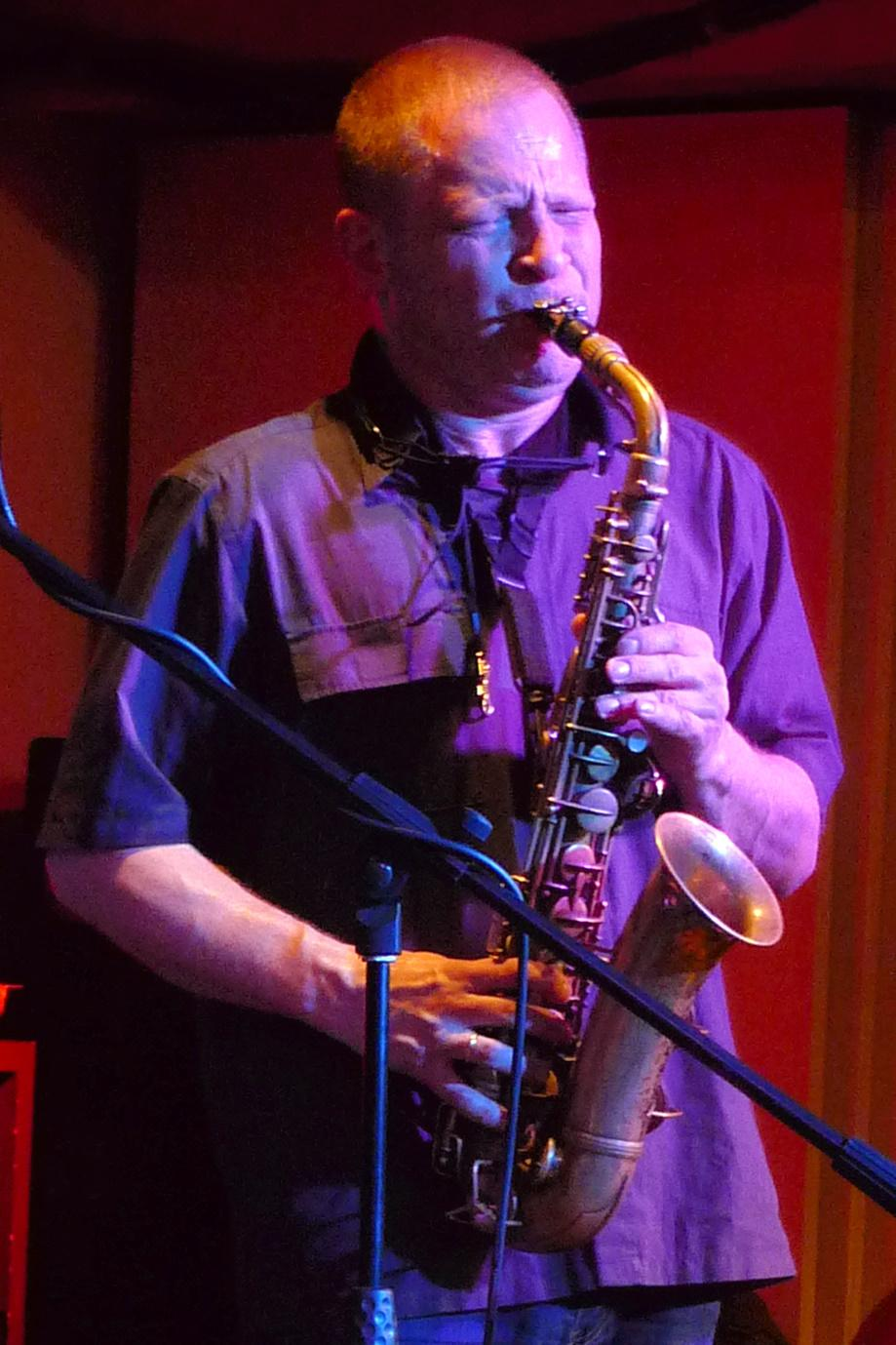
Mikołaj Trzaska (2011)

Mikołaj Konstanty Trzaska (* 7. April 1966 in Gdańsk) ist ein polnischer Jazzmusiker (Altsaxophon, Bassklarinette, Keyboards) und Komponist.

## Leben und Wirken
Von 1988 bis 1991 studierte er an der Kunstakademie in Gdańsk bildende Kunst, unter anderem bei Włodzimierz Łajming; nach zwei Jahren brach er das Studium ab. Gleichzeitig begann er sich mit der Musik von John Coltrane und Ornette Coleman zu beschäftigen und das Saxophonspiel zu erlernen (nach vorherigen Versuchen mit Gitarre und Blockflöte). Seit 1986 gehörte er kurz zur Band des Bassisten Tymon Tymański (Sni Sredstwom Za Uklanianie), aus der 1988 die Yass-Formation Miłość (mit Tymański, Leszek Możdżer, Maciej Sikała, Jerzy Mazzoll und Jacek Olter, zeitweise auch Tomasz Gwinciński, Jerzy Mazzoll und anderen) hervorging, die fünf Alben einspielte, zwei davon mit Lester Bowie.
1993 debütierte er mit seiner eigenen Formation Łoskot auf dem ersten Gdynia Summer Jazz Days Festival. Mit Łoskot nahm er über die Jahre vier Alben auf. Mit Tymański bildete er 1994 das Duo Masło, das humoristische Versionen von Rock- und Jazzstandards spielte. 1995 entstand sein Debütalbum Cześć, Cześć, Cześć, veröffentlicht bei Gowi Records. Ende der 1990er Jahre kooperierte er mit der Krakauer Band Świetliki (Cacy, cacy Fleischmaschine), mit Marcin Świetlicki in einem Jazz-Poesie-Projekt (Cierpienie i Wypoczynek) und dem Quartett NRD mit seinen alten Kollegen Mazzol, Tymański und Olter (Sport i Religia).
2000 gründete er mit seiner Frau Ola Trzaska das Label Kilogram Records. Seit dem Ende von Miłość arbeitete er u. a. mit Marcin und Bartłomiej Oleś (Mikro Muzik, La Sketch Up und Danziger Strassenmusik), Noël Akchoté, Paul Wirkus, Johannes Frisch (u. a. Kammerflimmer Kollektief), Peter Brötzmann (Malamuth, Goosetalks), Joe McPhee und Jay Rosen (Intimate Conversations; McPhee lud er auch zu seinem Klarinetten-Quartett Ircha ein, um das Album Lark Uprising einzuspielen), Ken Vandermark, Noah Rosen, Hannes Bauer, Michael Zerang, Clementine Gasser, Bernhard Loibner, Joachim Roedelius und dem Vienna Improvisers Orchestra. Aus Anlass von Günter Grass’ 80. Geburtstag wirkte er 2007 in einem Orchester aus deutschen und polnischen Musikern mit. Er ist befreundet mit dem Schriftsteller Andrzej Stasiuk, mit dem er die Alben Kantry (2006) und Grochów głosem (2020) aufnahm. In Zusammenarbeit mit Jurij Andruchowytsch entstand Andruchoid (2005), auf dem Andruchowytsch eigene Gedichte vorliest, begleitet von Trzaska, Macio Moretti und Wojtek Mazolewski. Seit 2011 arbeitet Trzaska mit Remont Pomp, einer Band von geistig Behinderten, die Alltagsgegenstände als Perkussionsinstrumente verwenden. Zusammen nahmen sie zwei Alben auf, Złota platyna (2012) und Pomp Power (2016).
Nach 2005 widmete er sich zunehmend jüdischer Musik, u. a. in den Projekten Shofar (mit Raphael Rogiński) und Ircha (ein Klarinetten-Quartett mit Wacław Zimpel). Er arbeitet auch intensiv mit dem polnischen Regisseur Wojciech Smarzowski zusammen und hat die Soundtracks für dessen Filme Dom zły (auf CD herausgegeben als Dark House), Róża (Mikołaj Trzaska gra Różę), Drogówka, Pod mocnym aniołem, Sommer 1943 – Das Ende der Unschuld und Kler komponiert und eingespielt. Für die Musik zu Sommer 1943 – Das Ende der Unschuld wurde er 2017 mit dem Polnischen Filmpreis Orzeł ausgezeichnet: 2019 wiederholte er den Erfolg mit Kler. Zeitweise komponierte er auch Theatermusik, u. a. 2005 für das Düsseldorfer Schauspielhaus.
Anlässlich des 50. Geburtstags von Trzaska wurde im Rahmen des Festivals Jazz Jantar in Danzig eine Reihe von Konzerten seiner Projekte veranstaltet. Ebenfalls 2016 erschien sein erstes Solo-Album, Delta Tree, das sehr positiv rezipiert wurde.
Seit 2017 lehrt er an der Universität Danzig Grundlagen der Filmmusik (pol. Podstawy udźwiękowienia filmu).
2020 erschien Trzaskas Autobiografie (Wrzeszcz!, benannt nach dem gleichnamigen Stadtteil von Danzig, aus dem Trzaska stammt) in Form eines buchlangen Interviews, das von Tomasz Gregorczyk und Janusz Jabłoński geführt wurde.
Trzaska ist seit 1995 mit Aleksandra („Ola“) verheiratet und hat mit ihr zwei Kinder: Barbara (geb. 2001) und Antoni (geb. 2004). Er leidet an bipolarer Störung und ist Legastheniker.

## Spielstil
Trzaska spielt eine Reihe von Holzblasinstrumenten. Seine Hauptinstrumente sind Altsaxophon und Bassklarinette, er spielt aber auch gelegentlich Sopran- und Baritonsaxophon, normale und Metallklarinette sowie zahlreiche Volksinstrumente wie Taragot oder Zurna. Er ist bekannt für seine „wilde“ Spielweise und dafür, dass er mitunter bewusst „falsch“ spielt. So betont er selbst, dass er gerade zu Beginn seiner Karriere mit Expressivität handwerkliche Mängel überdeckte. Nach eigener Aussage wurde er erst von seinem Freund Raphael Rogiński überzeugt, auch Melodien zu spielen.

## Diskographische Hinweise
- Not Two (Miłość mit Lester Bowie, 1994)
- Talkin’ about Life and Death (Miłość mit Lester Bowie, 1997)
- Amariuch (Łoskot, 1998)
- Unforgiven North (2004) mit Peter Friis Nielsen, Peeter Uuskyla
- Orangeada (2006)
- Intimate Conversation (2008) mit Joe McPhee, Dominik Duval, Jay Rosen
- Resonance (2010) mit Ken Vandermark
- Goosetalks (2010) mit Peter Brötzmann und Johannes Bauer
- Lark Uprising (Ircha Clarinet Quartet mit Joe McPhee, 2010)
- Dark House (2010)
- Ha-huncvot (Shofar, 2013)
- Inem Gortn (Riverloam Trio, 2014) mit Olie Brice, Mark Sanders
- Delta Tree (solo, 2016)
- 12.9.16 (Otoroku, 2018) mit Seymour Wright

## Filmmusik
- 2009: Dom zły
- 2011: Róża
- 2012: Drogówka
- 2013: Pod mocnym aniołem
- 2016: Sommer 1943 – Das Ende der Unschuld (Wołyń)
- 2018: Kler